# David Barral
David Barral Torres (San Fernando, 10 maggio 1983) è un ex calciatore spagnolo, di ruolo attaccante.

## Carriera
Nato in Andalusia, Barral iniziò a giocare professionalmente nelle serie minori, con il Real Madrid B e squadre di terza serie.
Nel 2006-2007 si trasferì allo Sporting de Gijón dove, durante la sua seconda stagione, fece coppia con il croato Mate Bilić contribuendo a riportare il club asturiano in Primera Divisió dopo dieci anni di assenza.
Segnò il suo primo gol in massima serie il 26 ottobre 2008, con un rigore nel 3-0 al Deportivo de La Coruña, quella stagione la coppia Barral - Bilić marcò il tabellino complessivamente 22 volte. Il 20 marzo 2010, Barral riuscì a marcare la rete contro la sua ex squadra, il Real Madrid, nella partita persa per 3-1.
Il 5 luglio 2012 lasciò lo Sporting de Gijón dopo sei anni e si trasferì a titolo definitivo all'Orduspor Kulübü, firmando un contratto triennale.

## Statistiche

### Presenze e reti nei club
Statistiche aggiornate al 12 marzo 2017.
| Stagione        | Squadra         | Campionato      | Campionato | Campionato | Coppe nazionali | Coppe nazionali | Coppe nazionali | Coppe continentali | Coppe continentali | Coppe continentali | Altre coppe | Altre coppe | Altre coppe | Totale | Totale |
| Stagione        | Squadra         | Comp            | Pres       | Reti       | Comp            | Pres            | Reti            | Comp               | Pres               | Reti               | Comp        | Pres        | Reti        | Pres   | Reti   |
| --------------- | --------------- | --------------- | ---------- | ---------- | --------------- | --------------- | --------------- | ------------------ | ------------------ | ------------------ | ----------- | ----------- | ----------- | ------ | ------ |
| 2012-2013       | Orduspor        | SL              | 27         | 4          | TK              | 2               | 2               | -                  | -                  | -                  | -           | -           | -           | 29     | 6      |
| 2013-2014       | Levante         | PD              | 32         | 7          | CR              | 4               | 1               | -                  | -                  | -                  | -           | -           | -           | 36     | 8      |
| 2014-2015       | Levante         | PD              | 35         | 11         | CR              | 3               | 2               | -                  | -                  | -                  | -           | -           | -           | 38     | 13     |
| Totale Levante  | Totale Levante  | Totale Levante  | 67         | 18         |                 | 7               | 3               |                    | -                  | -                  |             | -           | -           | 74     | 21     |
| 2015-gen. 2016  | Al Dhafra       | PL              | 10         | 3          | EEC             | 5               | 3               | -                  | -                  | -                  | -           | -           | -           | 15     | 6      |
| gen.-giu. 2016  | Granada         | PD              | 14         | 0          | CR              | -               | -               | -                  | -                  | -                  | -           | -           | -           | 14     | 0      |
| 2016-gen. 2017  | Granada         | PD              | 8          | 0          | CR              | 0               | 0               | -                  | -                  | -                  | -           | -           | -           | 8      | 0      |
| Totale Granada  | Totale Granada  | Totale Granada  | 22         | 0          |                 | 0               | 0               |                    | -                  | -                  |             | -           | -           | 22     | 0      |
| gen.-giu. 2017  | APOEL           | AK              | 4+1        | 3          | CC              | 1               | 0               | UEL                | 3                  | 0                  | SC          | -           | -           | 9      | 3      |
| Totale carriera | Totale carriera | Totale carriera | 130+1      | 28         |                 | 15              | 8               |                    | 3                  | 0                  |             | -           | -           | 149    | 36     |

## Palmarès

### Club

#### Competizioni nazionali
- Campionato cipriota: 1

APOEL: 2016-2017